# ليا بيرد
ليا بيرد (بالإنجليزية: Leah Baird)‏ (20 يونيو 1883 - 3 أكتوبر 1971 م) ممثلة وكاتبة سيناريو أمريكية في عصر السينما الصامتة .

## روابط خارجية
- Leah Baird on Women Film Pioneers Project
- ليا بيرد على موقع IMDb (الإنجليزية)
- ليا بيرد على موقع ألو سيني (الفرنسية)
- ليا بيرد على موقع أول موفي (الإنجليزية)
- ليا بيرد على موقع قاعدة بيانات الأفلام السويدية (السويدية)
- ليا بيرد على موقع قاعدة بيانات الفيلم (الإنجليزية)
- ليا بيرد على موقع كينوبويسك (الروسية)
- ليا بيرد على موقع فايند أغريف
- Leah Baird gallery at NY Public Library
- Leah Baird early studio portrait